# Veronica gaubae
Veronica gaubae är en grobladsväxtart som beskrevs av Joseph Friedrich Nicolaus Bornmüller. Veronica gaubae ingår i släktet veronikor, och familjen grobladsväxter. Inga underarter finns listade i Catalogue of Life.